# Руано, Лади
Руано Лади (р. 5 марта 1981) — колумбийский игрок в настольный теннис, член национальной сборной.
Победительница Latin American Table Tennis Cup в Гватемале 2016 года.
Руано обеспечила Колумбии путевку на летние Олимпийские игры 2016 года в женском одиночном разряде, попав в шестерку сильнейших на Латиноамериканском отборочном турнире в Сантьяго, Чили.

## Биография
Руано занимается настольным теннисом с 12 лет (23 года). Её олимпийская мечта начала осуществляться пять лет назад. После восьмилетнего спортивного перерыва, Руано вернулась к столу в 35 лет, чтобы дать понять, что упорство является наиболее важной ценностью в спорте. В настоящее время Руано восьмая в Латинской Америке и двести двадцать восьмая в мире.